# Ditrema viride
Espèce
Ditrema viride est une espèce de poissons téléostéens (Teleostei).